# Ayres Borghi-Zerni
Ayres Borghi-Zerni (Buenos Aires, 1895 – dopo 1928) è stata un soprano italiano che ebbe una illustre carriera internazionale dal 1914 al 1928.

## Biografia
Nacque da una famiglia di musicisti. Suo padre Edgardo Cwerner, italianizzato in Zerni, era un tenore italiano di modesta reputazione, e sua zia Adele Borghi, un eminente mezzosoprano ammirata dallo stesso Giuseppe Verdi. Poco si sa dei primi anni della sua vita. Studiò canto a Milano con un maestro di nome Bonanno e fece il suo debutto nel 1914 al Teatro Dal Verme  nel ruolo di Micaela nella Carmen di Georges Bizet. Nei due anni successivi fece diverse apparizioni di successo su palcoscenici provinciali italiani, tra cui il Teatro della Pergola a Firenze dove, nel 1916, cantò Gilda nel Rigoletto di Verdi. Nel 1917 si recò in tournée in Sud America, dove cantò Lucia in Lucia di Lammermoor di Gaetano Donizetti e Violetta ne La traviata di Verdi al Gran Teatro dell'Avana, al Teatro Nazionale del Venezuela e al Teatro Arbeu in Messico. L'anno seguente fece la sua prima apparizione in un importante teatro lirico italiano - il Teatro Comunale di Bologna, dove interpretò Gilda in Rigoletto e Amina ne La sonnambula di Vincenzo Bellini. Ciò segnò l'inizio della sua importante carriera: nei successivi dieci anni (1918-1928) fu invitata a cantare nei più importanti teatri d'Italia, tra cui il Teatro Costanzi di Roma (nel 1918 e 1922), il Teatro Massimo di Palermo (nel 1919), Teatro San Carlo di Napoli (nel 1919, 1920, 1924, 1925 e 1928), il Teatro La Fenice di Venezia (1921, 1926 e 1927) e il Teatro Regio di Torino (nel 1922). Sembra abbastanza strano, tuttavia, che non abbia mai cantato al Teatro alla Scala. Oltre ai più grandi palcoscenici italiani, la Borghi-Zerni ebbe un enorme successo alla Royal Opera House di Londra, dove nel 1919 cantò Violetta ne La traviata. Cantò anche al Gran Teatre del Liceu di Barcellona (sempre nel 1919, ne Il barbiere di Siviglia, Lucia di Lammermoor e Rigoletto) e all'Opéra di Monte Carlo (nel 1920, ne La traviata, Rigoletto (con il tenore Beniamino Gigli ) e la prima mondiale della nuova opera Satana di Raoul Gunsbourg). La sua carriera non durò a lungo, poiché sembra essersi ritirata dal palcoscenico nel 1928. Tenne le sue ultime esibizioni nei ruoli di Violetta e Lucia nel 1928 (al Teatro San Carlo e al Politeama Reinach di Parma), e da quel momento non si hanno più sue notizie.

## Discografia
Nonostante la sua brillante carriera, registrò relativamente poco. È nota soprattutto per aver interpretato il ruolo di Gilda in una delle prime versioni complete del Rigoletto di Giuseppe Verdi (con Giuseppe Danise nel ruolo di Rigoletto e Carlo Broccardi in quello del duca di Mantova). Quest'opera venne registrata da La voce del padrone nel 1916 a Milano con la compagnia del Teatro alla Scala sotto la direzione di Carlo Sabajno. A parte questa registrazione, è nota per aver realizzato sei registrazioni per la Columbia Records, comprendenti arie dalla Lucia di Lammermoor, da Il barbiere di Siviglia e da La traviata e Rigoletto di Verdi, ma sono meno conosciute.